# May Miller
Pour les articles homonymes, voir Miller.
Ne doit pas être confondu avec Lilian May Miller.
May Miller est une poétesse, dramaturge et enseignante américaine, née le 26 janvier 1899 et morte le 8 février 1995. May Miller qui est Afro-Américaine, devient la dramaturge féminine la plus publiée de la Renaissance de Harlem. Durant sa carrière d'écrivaine elle publie sept ouvrages de poésie.

## Biographie

### Jeunesse
May Miller naît le 26 janvier 1899 à Washington (district de Columbia).  Elle est la fille de Kelly Miller (en) et d'Anna May Miller, qui ont cinq enfants. Son père, Kelly Miller, est le professeur et fondateur du département de sociologie de l'université Howard, à Washington. Sa maison, située sur le campus de l'université Howard, est un lieu de rencontre pour les intellectuels et artistes noirs tels que W. E. B. Du Bois, Booker T. Washington et Langston Hughes. 
May Miller est diplômée de l'université Howard, en 1920, et elle devient auteure de pièces de théâtre et poétesse. Elle remporte un prix pour sa pièce Within the Shadow (1920) puis The Bog Guide (1925). La pièce primée, qui se classe troisième au concours du magazine Opportunity: A Journal of Negro Life, lu principalement par des Afro-Américains, contribue à l'ancrer dans la scène culturelle noire et la Renaissance de Harlem. Elle écrit des pièces historiques dans les années 1930 et enseigne l'anglais dans un lycée de Baltimore pendant 20 ans. May Miller est membre active du S Street Salon animé par Georgia Douglas Johnson (en). Le S Street Salon est la maison de Johnson, située au 1461 S Street NW à Washington, et elle y organise une réunion pour les artistes et écrivains noirs tous les samedis pendant quarante ans, également connue sous le nom de Saturday Salon.

### Carrière
May Miller commence à écrire de la poésie dès son plus jeune âge, s'achetant une paire de boucles d'oreilles avec ses premiers gains. Pendant qu'elle fréquente la Dunbar High School (en), elle étudie auprès des écrivains Mary P. Burrill (en) et Angelina Weld Grimké. Elle commence à fréquenter l'université Howard à l'âge de 16 ans, en 1916. Pendant ses études, May Miller s'intéresse à la promotion et à la représentation de pièces écrites par des écrivains afro-américains. Elle obtient son diplôme en 1920, et remporte plus tard un prix pour sa pièce Within the Shadows.
L'entrée de May Miller sur la scène culturelle de la Renaissance de Harlem commence avec la publication de sa pièce The Bog Guide, en 1925. Son œuvre obtient la troisième place dans la catégorie des pièces de théâtre lors du concours du prix littéraire du magazine Opportunity en 1925. May Miller cherche à travers son écriture à dépeindre les Noirs avec un niveau de respect et de dignité qui avait été absent du théâtre. Inspirée par le travail des Chicago Imagists (en) et d'Archibald MacLeish, May Miller se tourne vers la poésie dans les années 1940.
May Miller a fait des études supérieures en poésie et en théâtre à l'American University et à l'université Columbia, puis a enseigné pendant vingt ans l'anglais et le discours au lycée Frederick Douglass, à Baltimore, dans le Maryland. Elle était motivée pour raconter l'histoire et les héros noirs aux enfants de sa classe et a beaucoup écrit elle-même dans ce but. Elle a également donné des conférences au Monmouth College (en), à l'université du Wisconsin à Milwaukee et à la Phillips Exeter Academy. Ses pièces comprennent des drames historiques sur Sojourner Truth et Harriet Tubman. Elle a également écrit des pièces dans les genres féministes, folkloriques et raffinés.
Dans les années 1970, elle a lu publiquement ses poèmes lors de plusieurs célébrations très médiatisées, dont l'investiture du président Jimmy Carter en 1977.

## Publications
Poésie
- Into the Clearing (1959).
- Poems (1962).
- Lyrics of Three Women (1964).
- Not That Far (1973).
- The Clearing and Beyond (1974).
- Dust of Uncertain Journey (1975).
- Halfway to the Sun (1981).
- The Ransomed Wait (1983).
- Collected Poems (1989).

Théâtre
- The Bog Guide (1925).
- Scratches (1929).
- Stragglers in the Dust (1930).
- Nails and Thorns (1933).